# Cima dell'Accla
La Cima dell'Accla (3.196 m s.l.m. - Agglsspitze in tedesco) è una montagna delle Alpi dello Stubai nelle Alpi Retiche orientali. Si trova in provincia di Bolzano (Trentino-Alto Adige) non lontano dalla frontiera con l'Austria.
La prima ascensione alla vetta avvenne il 17 agosto 1887 ad opera degli alpinisti: Carl Hofer, Albert Wachtler, Demeter Diamantidi e Peter Kotter.